# Resident Evil: Welcome to Raccoon City
Resident Evil: Welcome to Raccoon City és una pel·lícula de terror d'acció del 2021 escrita i dirigida per Johannes Roberts. Adaptada de les històries del primer i segon joc de Capcom, serveix com a rellançament de la sèrie de pel·lícules Resident Evil i n'és la setena d'imatge real general, que es va basar lliurement en la Resident Evil. La pel·lícula és protagonitzada per Kaya Scodelario, Hannah John-Kamen, Robbie Amell, Tom Hopper, Avan Jogia, Donal Logue i Neal McDonough. Ambientada el 1998, segueix un grup de supervivents que intenten sobreviure durant un brot de zombis a la petita ciutat de Raccoon City. S'ha subtitulat al català.
La producció va tenir lloc a principi del 2017, després de l'estrena de Resident Evil: The Final Chapter, esperonat pel productor James Wan. Més tard, el president de Constantin Film, Martin Moszkowicz, va dir que treballava en un rellançament de la sèrie. El mateix mes, Wan va ser cridat per produir la pel·lícula amb un guió de Greg Russo; posteriorment, Roberts va ser contractat com a guionista i director i tant Wan com Russo van abandonar el projecte. El rodatge va començar el 17 d'octubre de 2020 al Gran Sudbury a Ontario (Canadà). La pel·lícula es va tornar a rodar el maig del 2021.
Resident Evil: Welcome to Raccoon City va ser estrenat al Grand Rex de París el 19 de novembre de 2021. Va rebre valoracions en diversos sentits per part de la crítica, i es va elogiar la seva fidelitat als dos primers jocs. Va tenir un modest èxit de taquilla, ja que va recaptar més de 41,8 milions de dòlars arreu al món amb un pressupost de 25 milions i va encapçalar les llistes de lloguer digital en els seus primers tres caps de setmana després del llançament.